# آرشینی
آرشینی (به فرانسوی: Archigny) یک کمون در فرانسه است که در canton of Vouneuil-sur-Vienne واقع شده است. آرشینی ۶۶٫۶۸ کیلومتر مربع مساحت دارد ۱۲۰ متر بالاتر از سطح دریا واقع شده است.